# Johan Sundberg
Johan Sundberg (n. 20 decembrie 1920, Gävle, Comitatul Gävleborg, Suedia – d. 10 februarie 2004, Comuna Nordanstig, Comitatul Gävleborg, Suedia) a fost un trăgător de tir ce a reprezentat Suedia, medaliat olimpic. A participat la 2 ediții ale Jocurilor Olimpice (1956, 1964) în care a câștigat o medalie de bronz.